# Charles-Marie Ternes
Charles-Marie Ternes (Lussemburgo, 10 marzo 1939 – Lussemburgo, 6 giugno 2004) è stato uno storico e archeologo lussemburghese.

## Opere
- La vie quotidienne en settentrionale à l'époque romaine.
- Das römische Luxemburg. Raggi-Verlag, Küsnacht-Zürich 1974.
- Die Römer an Rhein und Mosel. Geschichte und Kultur. Reclam, Stuttgart 1975, ISBN 3-15-010254-5.
- Römisches Deutschland. Aspekte seiner Geschichte und Kultur. Reclam, Stuttgart 1986, ISBN 3-15-010341-X.